# Kaya Jones
Chrystal Neria, más conocida por su nombre artístico Kaya Jones (28 de agosto de 1984), es una modelo, cantante del pop y actriz canadiense-estadounidense, que fue parte del grupo Pussycat Dolls antes de su debut.

## Carrera
A los 13 años de edad, Jones fue descubierta por R. Kelly y firmó con su marca discográfica para el desarrollo como talento emergente. A los 16, cantó con Capitol Records, y en 2003 hizo la audición y fue seleccionada para las Pussycat Dolls. Después de ser introducida en el grupo femenino, estuvo bajo el tutelaje del afamado productor musical Jimmy Iovine. Juntos con el grupo, hicieron una actuación en directo televisada en el Fashion Rocks 2004 e interpretaron su versión de Tainted Love junto a Marc Almond. Ella abandonó el grupo en 2005 mientras el grupo aún grababa su álbum debut, afirmando que ya no era divertido estar en la banda. Le contó a Yahoo! Singapur, "Cuando todo el mundo no está en la misma página, afecta al grupo, así que yo creo que esa era la peor parte y decidí irme. No era porque quisiera estar en solitario y no quisiera estar ya en una banda, me fui porque dejó de ser agradable, dejó de ser divertido."
Después de dejar el grupo, Jones desarrolló su carrera en solitario. Sus singles en solitario incluyen "Hollywood Doll" y "Take It Off," de sus primeros dos álbumes, así como Confessions of a Hollywood Doll y Kaya, los cuales se han convertido en éxitos dance. Jones también cantó los coros para Mick Jagger en la canción ganadora del Globo de Oro "Old Habits Die Hard" de la banda sonora de la película Alfie.
Jones también desarrolló "Hollywood Doll" como una marca, la cual diseña y manufactura una línea de muñecas, y moda y belleza para chicas jóvenes.
Jones también apareció en el álbum de 2016 de Corey Feldman, Angelic 2 the Core, en la pista "4bidden Attraction".

## Vida personal
Jones nació en Toronto de un padre nativo americano y una madre jamaicana. Pasó los primeros años de su vida viviendo a través del Caribe antes de mudarse a los Estados Unidos de América y criarse en Las Vegas. Desde pequeña, Jones pasó tiempo aprendiendo a actuar, cantar y tocar el violín. Jones actualmente vive en Los Ángeles, California. Ella es una abierta defensora del Presidente Donald Trump.
Jones ha hablado en repetidas ocasiones sobre las Pussycat Dolls después de su implicación de tres años con el grupo antes de su debut oficial, tales como hablar en contra de la cantante principal Nicole Scherzinger y hacer alegaciones de que era una "red de prostitución".

## Discografía

### Álbumes
| Título                   | Detalles                                                                                                   |
| ------------------------ | --- |
| Kaya                     | - Lanzado: 3 de marzo de 2012 - Nota: La versión deluxe version se llama "Confessions of a Hollywood Doll" |
| The Chrystal Neria Album | - Lanzado: 28 de agosto de 2015                                                                            |

EPs

| Título                | Detalles                           |
| --------------------- | ---------------------------------- |
| "Release"             | - Lanzado: 11 de noviembre de 2011 |
| "Rise of the Phoenix" | - Lanzado: 6 de mayo de 2014       |

### Singles
| Título                      | Detalles                                                         |
| --------------------------- | ---------------------------------------------------------------- |
| "Hollywood Doll"            | - Lanzado: 6 de junio de 2008 - Formato: Descarga de música      |
| "Boyfriend"                 | - Lanzado: 4 de abril de 2011 - Formato: Descarga de música      |
| "Release the Energy"        | - Lanzado: 11 de noviembre de 2011 - Formato: Descarga de música |
| "Runaway"                   | - Lanzado: 6 de junio de 2014 - Formato: Descarga de música      |
| "Rise of the Phoenix"       | - Lanzado: 29 de julio de 2014 - Formato: Descarga de música     |
| "What The Heart Don't Know" | - Lanzado: 22 de agosto de 2017 - Formato: Descarga de música    |

| Título                 | Artista      | Detalles                                                                                              |
| ---------------------- | ------------ | --- |
| "Take It Off"          | Regi         | - Lanzado: 22 de abril de 2010 - Listas: - Bélgica #13 - Holanda #23 - Certificación: - Oro (Bélgica) |
| "Waiting For Saturday" | Moonshakerz  | - Lanzado: 16 de mayo de 2011                                                                         |
| "Woman in Love"        | Captain G.Q. | - Lanzado: 13 de marzo de 2012                                                                        |
| "Dance All Night"      | Ferrish Key  | - Lanzado: 26 de agosto de 2013                                                                       |
| "Angel"                | TWO          | - Lanzado: 17 de abril de 2015                                                                        |

### Vídeos musicales
| Año  | Canción                                 | Artista     | Álbum                                         | Notas                                    |
| ---- | --------------------------------------- | ----------- | --------------------------------------------- | ---------------------------------------- |
| 2004 | "How Come"                              | D12         | D12 World                                     | Cameo                                    |
| 2008 | "Like That"                             | Mba Shakoor | Shock Treatment                               | Artista presentada                       |
| 2009 | "Hollywood Doll"                        | Kaya Jones  | Hollywood Dolly - Single/Kaya                 |                                          |
| 2010 | "Take It Off" (ft. Kaya Jones)          | Regi        | Registration 2                                | Voz principal                            |
| 2010 | "Runaway" (ft. Tyler)                   | Regi        | Registration 2                                | Cameo                                    |
| 2011 | "Waiting for Saturday" (ft. Kaya Jones) | Moonshakerz | Waiting for Saturday - Single/Kaya            | Voz principal                            |
| 2012 | "Boyfriend Remix"                       | Kaya Jones  | Kaya                                          |                                          |
| 2012 | "Release the Energy"                    | Kaya Jones  | Kaya                                          |                                          |
| 2013 | "Dance All Night"                       | Ferrish Key | Dance All Night - Single/Rise of the Phoenix  | Voz principal                            |
| 2014 | "Runaway"                               | Kaya Jones  | Rise of the Phoenix/The Chrystal Neria Album  |                                          |
| 2014 | "Rise of the Phoenix"                   | Kaya Jones  | Rise of the Phoenix/The Chrystal Neria Album  |                                          |
| 2015 | "ANGEL"                                 | TWO         | TWO (Ex. AKCENT)/The Chrystal Neria Album     | producido por Dorian Oswin y Mihai Gruia |
| 2017 | "What The Heart Don't Know"             | Kaya Jones  | What The Heart Don't Know (Single-Kaya Jones) |                                          |